# O częściach zwierząt
O częściach zwierząt (łac. De partibus animalium, gr. Περι ζώων μορίων - peri zôôn moriôn) – traktat Arystotelesa poświęcony zoologii.
W Corpus Aristotelicum zajmuje strony od 639a do 698a.
Traktat zachował się w Codex Vaticanus graecus, a jego autentyczności nigdy nie podważano. Został napisany najprawdopodobniej pod koniec życia filozofa, w czasie ostatniego pobytu w Atenach. Dzieło to, wraz z Historia animalium pozwala uznać Arystotelesa za twórcę biologii, ponieważ nadał jej rangę samodzielnej dyscypliny naukowej oraz przedstawił w pierwszej części traktatu propozycje dwóch metod badawczych: opisywanie z osobna szczegółowych cech charakterystycznych poszczególnych gatunków oraz szukanie cech wspólnych u różnych gatunków. Sam filozof skłaniał się do stosowania metody drugiej, zaliczając do badanych zwierząt również człowieka.
Arystoteles rozróżnia narządy zewnętrzne (np. dziób i pióra) oraz wnętrzności (np. serce, wątroba). W traktacie przedstawia swoją koncepcję budowy oraz działania następujących narządów: serce, mózg, płuca, wątroba, śledziona, nerki, żołądek, omawia też krew, tłuszcz, szpik kostny, tkankę miękką, system kostny i chrząstkowy. Analizuje zmysły, do których zalicza: wzrok, słuch, węch i smak. Rozważając budowę narządów wewnętrznych kilkukrotnie podaje możliwe anomalie i wynikające z nich choroby.
Zgodnie z przyjętą metodologią Arystoteles przywołuje dużą liczbę gatunków zwierząt, między innymi: lwy, foki, kalmary, ryby, muchy, pszczoły, ślimaki, słonie. Dzieli je na zwierzęta:
- posiadające czerwoną krew – zaliczając do nich czworonogi, ptaki, ryby, walenie oraz człowieka, który stanowi osobny gatunek. Grupa ta może być utożsamiana z kręgowcami.
- zwierzęta pozbawione czerwonej krwi – są to: skorupiaki, mięczaki, owady i gady.